# Auch eine Philosophie der Geschichte zur Bildung der Menschheit
Auch eine Philosophie der Geschichte zur Bildung der Menschheit ist eine geschichtsphilosophische Abhandlung von Johann Gottfried Herder. Sie erschien 1774.
Herder distanziert sich in diesem Werk sowohl von einer pessimistischen und skeptischen Geschichtsbetrachtung als auch von einer Auffassung von Geschichte als stetem, in der Gegenwart gipfelnden, Fortschritt zum Besseren. Er deutet Geschichte als organologische Abfolge von individuellen Epochen, die prinzipiell gleichwertig sind und nicht mit ihren äußeren Maßstäben gemessen werden dürfen. Hiermit nimmt er bestimmte Elemente des späteren Historismus vorweg. Sein Entwicklungsmodell erlaubt es, Kontinuität und Veränderung im Geschichtsablauf als Momente desselben Prozesses zu verstehen. Mit seinem naturalisierenden Geschichtskonzept unterläuft Herder das im 18. Jahrhundert häufig anzutreffende unvermittelte Gegenüber von Naturoptimismus und Geschichtspessimismus.